# 吉谷あゆ
吉谷 あゆ（よしたに あゆ、1982年4月30日 - ）は、テレビ西日本報道部に所属していたニュースキャスター。結婚前までの本名は吉谷 朱由（読み同じ）で、結婚後の姓は山口であることが公表されている。

## 来歴
9歳まで香川県高松市で過ごした後、広島県広島市在住期間を経て福岡県福岡市へ移住。本人は広島市を出身地としている。
大学では国文学を専攻していた。また大学在学時にはアナウンサーを志し、東京のアナウンススクールと川上政行主宰の福岡アナウンススクール (KAS) に通っていた。
大学を卒業後、2006年に日本道路交通情報センター福岡センターの職員になる。また経緯は不明であるが、同時期にテレビ熊本の『若っ人ランド』に出演していた。
その後、2008年4月1日付でテレビ西日本報道部に所属。同局公式サイトにおいてアナウンサーとして紹介されることはなかったものの、在籍時には『TNCスーパーニュース』の取材と中継リポートを担当していた。また、フジテレビの『めざましテレビ』に福岡ローカルのニュース・天気担当で出演することもあった。
2015年に結婚。同年3月18日付で『TNCスーパーニュース』を卒業し、4月1日付でテレビ西日本を退社した。
結婚・退社後には仕事から距離を置いていたが、2016年1月に臨時で再び『めざましテレビ』に出演した。そして同年2月に博多阪急に入社し、同社の営業企画部で広報を担当している。
2018年に長男を出産し、1児の母となる。